# Confessions tour
Confessions tour je naslov turneje pevke Madonne, ki je potekala od 21. maja do 21. septembra 2006.

## Seznam pesmi na koncertu
1. Future Lovers/I Feel Love
2. Get Together
3. Like A Virgin
4. Jump
5. Interlude: Dancers' Confessions
6. Live to Tell
7. Forbidden Love
8. Isaac
9. Sorry
10. Like It Or Not
11. Interlude: Sorry [Remix]
12. I Love New York
13. Ray Of Light
14. Let It Will Be
15. Drowned World/Substitute For Love
16. Paradise (Not For Me)
17. Interlude: Roller Dance Disco Inferno
18. Music Inferno
19. Erotica/You Thrill Me
20. La Isla Bonita
21. Lucky Star
22. Hung Up

## Datumi
| Datum                   | Mesto                 | Država              | Prizorišče                         | Št. ljudi              | Zaslužek (cca.) |
| ----------------------- | --------------------- | ------------------- | ---------------------------------- | ---------------------- | --------------- |
| Severna Amerika         |                       |                     |                                    |                        |                 |
| 21. maj 2006            | Los Angeles           | ZDA                 | The Forum (Inglewood, Kalifornija) | ~13.350 (razprodano)   | ~$2.562.000     |
| 23. maj 2006            | Los Angeles           | ZDA                 | Forum                              | ~13.350 (razprodano)   | ~$2.562.000     |
| 24. maj 2006            | Los Angeles           | ZDA                 | Forum                              | ~13.350 (razprodano)   | ~$2.562.000     |
| 27. maj 2006            | Las Vegas             | ZDA                 | MGM Grand Arena                    | ~13.800 (razprodano)   | ~$3.630.000     |
| 28. maj 2006            | Las Vegas             | ZDA                 | MGM Grand Garden Arena             | ~13.800 (razprodano)   | ~$3.630.000     |
| 30. maj 2006            | San Jose, Kalifornija | ZDA                 | HP Pavilion                        | ~13.500 (razprodano)   | ~$2.381,000     |
| 31. maj 2006            | San Jose              | ZDA                 | HP Pavilion                        | ~13.500 (razprodano)   | ~$3.630.000     |
| 3. junij 2006           | Los Angeles           | ZDA                 | Staples Center                     | ~14.183 (razprodano)   | ~$2.804.583     |
| 5. junij 2006           | Fresno                | ZDA                 | Save Mart Center                   | ~10.000 (razprodano)   | ~$1.875.000     |
| 6. junij 2006           | Fresno                | ZDA                 | Save Mart Center                   | ~10.000 (razprodano)   | ~$1.875.000     |
| 8. junij 2006           | Phoenix, Arizona      | ZDA                 | Glendale Arena                     | ~14.410 (razprodano)   | ~$2.445.000     |
| 10. junij 2006          | Phoenix               | ZDA                 | Glendale Arena                     | ~14.410 (razprodano)   | ~$2.445.000     |
| 14. junij 2006          | Chicago               | ZDA                 | United Center                      | ~13.000 (razprodano)   | ~$2.320.000     |
| 15. junij 2006          | Chicago               | ZDA                 | United Center                      | ~13.000 (razprodano)   | ~$2.320.000     |
| 18. junij 2006          | Chicago               | ZDA                 | United Center                      | ~13.000 (razprodano)   | ~$2.320.000     |
| 19. junij 2006          | Chicago               | ZDA                 | United Center                      | ~13.000 (razprodano)   | ~$2.320.000     |
| 21. junij 2006          | Montreal              | Kanada              | Bell Centre                        | ~17.500 (razprodano)   | ~$2.835.100     |
| 22. junij 2006          | Montreal              | Kanada              | Bell Centre                        | ~17.500 (razprodano)   | ~$2.835.100     |
| 25. junij 2006          | Hartford              | ZDA                 | Civic Centre                       | ~10.800 (razprodano)   | ~$1.726.000     |
| 26. junij 2006          | Hartford              | ZDA                 | Civic Centre                       | ~10.800 (razprodano)   | ~$1.726.000     |
| 28. junij 2006          | New York              | ZDA                 | Madison Square Garden              | ~15.310 (razprodano)   | ~$2.751.309     |
| 29. junij 2006          | New York              | ZDA                 | Madison Square Garden              | ~15.310 (razprodano)   | ~$2.751.309     |
| 2. julij 2006           | New York              | ZDA                 | Madison Square Garden              | ~15.310 (razprodano)   | ~$2.751.309     |
| 3. julij 2006           | New York              | ZDA                 | Madison Square Garden              | ~15.310 (razprodano)   | ~$2.751.309     |
| 6. julij 2006           | Boston                | ZDA                 | TD Banknorth Garden                | ~12.250 (razprodano)   | ~$2.112.400     |
| 9. julij 2006           | Boston                | ZDA                 | TD Banknorth Garden                | ~12.250 (razprodano)   | ~$2.112.400     |
| 10. julij 2006          | Boston                | ZDA                 | TD Banknorth Garden                | ~12.250 (razprodano)   | ~$2.112.400     |
| 12. julij 2006          | Filadelfija           | ZDA                 | Wachovia Center                    | ~14.900 (razprodano)   | ~$2.319.900     |
| 13. julij 2006          | Philadelphia          | ZDA                 | Wachovia Center                    | ~14.900 (razprodano)   | ~$2.319.900     |
| 16. julij 2006          | Atlantic City         | United States       | Boardwalk Hall                     | ~12,322 (razprodano)   | ~$3.246.100     |
| 18. julij 2006          | New York              | ZDA                 | Madison Square Garden              | ~15.310 (razprodano)   | ~$2.751.309     |
| 19. julij 2006          | New York              | ZDA                 | Madison Square Garden              | ~15.310 (razprodano)   | ~$2.751.309     |
| July 22 2006            | Miami                 | ZDA                 | AmericanAirlines Arena             | ~14.875 (razprodano)   | ~$2.784.243     |
| 23. julij 2006          | Miami                 | ZDA                 | AmericanAirlines Arena             | ~14.875 (razprodano)   | ~$2.784.243     |
|                         |                       |                     | Skupaj:                            | ~466,735               | ~$87,103,223    |
| Evropa                  |                       |                     |                                    |                        |                 |
| Datum                   | Meto                  | Država              | Prizorišče                         | Št. ljudi              | Zaslužek (cca.) |
| 30. julij 2006          | Cardiff               | Združeno kraljestvo | Millennium Stadium                 | ~55.795 (razprodano)   | ~$7.788.845     |
| 1. avgust 2006          | London                | Združeno kraljestvo | Wembley Arena                      | ~11.000 (razprodano)   | ~$2.761.325     |
| 3. avgust 2006          | London                | Združeno kraljestvo | Wembley Arena                      | ~11.000 (razprodano)   | ~$2.761.325     |
| 6. avgust 2006          | Rim                   | Italija             | Stadio Olimpico                    | ~63.054 (razprodano)   | ~$5.268.886     |
| 9. avgust 2006          | London                | Združeno kraljestvo | Wembley Arena                      | ~11.000 (razprodano)   | ~$2.761.325     |
| 10. avgust 2006         | London                | Združeno kraljestvo | Wembley Arena                      | ~11.000 (razprodano)   | ~$2.761.325     |
| 12. avgust 2006         | London                | Združeno kraljestvo | Wembley Arena                      | ~11.000 (razprodano)   | ~$2.761.325     |
| 13. avgust 2006         | London                | Združeno kraljestvo | Wembley Arena                      | ~11.000 (razprodano)   | ~$2.761.325     |
| 15. avgust 2006         | London                | Združeno kraljestvo | Wembley Arena                      | ~11.000 (razprodano)   | ~$2.761.325     |
| 16. avgust 2006         | London                | Združeno kraljestvo | Wembley Arena                      | ~11.000 (razprodano)   | ~$2.761.325     |
| 20. avgust 2006         | Düsseldorf            | Nemčija             | LTU Arena                          | ~44.744 (razprodano)   | ~$5.926.105     |
| 22. avgust 2006         | Hannover              | Nemčija             | AWD Arena                          | ~39.871 (razprodano)   | ~$5.218.985     |
| 24. avgust 2006         | Horsens               | Danska              | Forum Horsens Stadion              | ~85.000 (razprodano)   | ~$11.435.199    |
| 27. avgust 2006         | Pariz                 | Francija            | Stadion Bercy                      | ~16.939,5 (razprodano) | ~$2.286.483     |
| 28. avgust 2006         | Pariz                 | Francija            | Stadion Bercy                      | ~16.939,5 (razprodano) | ~$2.286.483     |
| 30. avgust 2006         | Pariz                 | Francija            | Stadion Bercy                      | ~16.939,5 (razprodano) | ~$2.286.483     |
| 31. avgust 2006         | Pariz                 | Francija            | Stadion Bercy                      | ~16.939,5 (razprodano) | ~$2.286.483     |
| 3. september 2006       | Amsterdam             | Nizozemska          | Amsterdam Arena                    | ~51.165 (razprodano)   | ~$5.891.627     |
| 4. september 2006       | Amsterdam             | Nizozemska          | Amsterdam Arena                    | ~51.165 (razprodano)   | ~$5.891.627     |
| 6. september 2006       | Praga                 | Češka               | Sazka Arena                        | ~18.833/19.171         | ~$2.930.834     |
| 7. september 2006       | Praga                 | Češka               | Sazka Arena                        | ~18.833/19.171         | ~$2.930.834     |
| 11. september 2006      | Moskva                | Rusija              | Stadion Luzhniki                   | ~37.939 (razprodano)   | ~$5.548.998     |
| Japonska                |                       |                     |                                    |                        |                 |
| 16., 17. september 2006 | Osaka                 | Japonska            | Kyocera Dome Osaka                 | 50.623 (razprodano)    | $7.379.553      |
| 20., 21. september 2006 | Tokio                 | Japonska            | Tokyo Dome                         | 71.231 (razprodano)    | $11.463.877     |